# Bernie Van de Yacht
 (mai 2012).
Si vous disposez d'ouvrages ou d'articles de référence ou si vous connaissez des sites web de qualité traitant du thème abordé ici, merci de compléter l'article en donnant les références utiles à sa vérifiabilité et en les liant à la section « Notes et références ».
Bernard Van de Yacht, plus communément appelé Bernie Van de Yacht, est un réalisateur, scénariste, acteur, producteur et directeur de casting américain.

## Biographie

### Débuts avec Rich Animation
En 1990, il commence dans le cinéma comme doubleur sur le court-métrage Saul of Tarsus. En 1992, il devient un des producteurs de la nouvelle maison de production fondé par Richard Rich, Rich Animation Productions et produit l'ensemble des courts-métrages des studios ainsi que le premier film, en 1994, Le Cygne et la Princesse comme assistant de production. 
Parallèlement, il double quelques personnages de ces mêmes courts-métrages et fait une carrière d'acteur très brève. En 1995, il organise son premier casting et trois ans plus tard, il est nommé directeur de casting du troisième volet du Cygne et la Princesse ainsi que de La Trompette magique en 2001 avant de disparaître des écrans à cause des difficultés financières des studios.

### Retour
En 2004, Van de Yacht tente sa chance dans la réalisation en portant les casquettes de réalisateur, scénariste et acteur du court-métrage There's Something About Meryl en 2004. En 2009, il est appelé à la direction du casting de Cendrillon et le Prince (pas trop) charmant 2 des studios Lionsgate. En 2010, l'ancien studio de Van de Yacht revient au premier plan sous le nom de Crest Animation Productions et il est nommé directeur de casting pour le premier film de l'accord entre Crest et Lionsgate, à savoir Alpha et Oméga. Cela lui vaudra une nomination dans la catégorie du Casting exceptionnel pour un film d'animation aux Artios Award de 2011.
Après cela, Van de Yacht est sollicité pour le casting d'autres films comme 5 Souls et Ribbit. Il est annoncé comme réalisateur et scénariste du film Salvation, prévu pour 2013.

## Filmographie

### Comme Acteur/Doubleur
- 1995 : Saul of Taurus (Court-métrage) : Samuel (voix)
- 1995 : Married People, Single Sex II: For Better or Worse : Bob
- 1996 : The Wright Brothers (Court-métrage) : Journaliste (voix)
- 1996 : Leonardo da Vinci (Court-métrage) : Un étudiant (voix)
- 1996 : Joan of Arc (Court-métrage) : Saint-Michael
- 1996 : 976-WISH (Court-métrage) : Barbeque Nerd
- 1997 : Alien Escape : Matt
- 1998 : Paper, Rock, Scissors : Figurant
- 2004 : There's Something About Meryl (Court-métrage) : Peter

### Comme directeur de casting
- 1995 : Joseph's Reunion (Court-métrage)
- 1995 : Alexander Graham Bell (Court-métrage)
- 1996 : The Wright Brothers (Court-métrage)
- 1996 : Leonardo da Vinci (Court-métrage)
- 1996 : Joan of Arc (Court-métrage)
- 1996 : Helen Keller (Court-métrage)
- 1996 : Bread from Heaven (Court-métrage)
- 1998 : Le Cygne et la Princesse 3 : Le trésor enchanté (Court-métrage)
- 2001 : La Trompette magique (Court-métrage)
- 2009 : Cendrillon et le Prince (pas trop) charmant 2
- 2010 : Alpha et Oméga
- 2011 : The Speak (Court-métrage)
- 2011 : 5 Souls
- 2012 : Ribbit
- 2013 : BlackJacks
- 2013 : No Tell Motel

### Comme réalisateur et scénariste
- 2004 : There's Something About Meryl (Court-métrage)
- 2013 : Salvation

### Comme producteur
- Nombreux courts-métrages des studios Rich Animation Productions
- 1994 : Le Cygne et la Princesse : Assistant de production